# Kurt Zernecke
Kurt Zernecke (* 28. Januar 1925) ist ein ehemaliger deutscher Fußballspieler, der zwischen 1950 und 1951 für die SG Volkspolizei Dresden in der höchsten Fußball-Liga (Oberliga) des Deutschen Sportausschusses der DDR aktiv war.

## Sportliche Laufbahn
Zernecke war einer der ersten Fußballspieler, die nach dem Ende des Zweiten Weltkrieges den Fußball in Ostdeutschland wieder belebten. Er gehörte im Herbst 1945 in Magdeburg zu den Gründern der Sportgruppe Sudenburg, einem frühen Vorgänger des 1. FC Magdeburg.
Im Sommer 1950 gehörte er zur Oberliga-Mannschaft der SG Volkspolizei Dresden, die von der DDR-Sportvereinigung Deutsche Volkspolizei zu deren künftigen Spitzenmannschaft im DDR-Fußball auserkoren worden war. Zu diesem Zweck wurde die bisher in der unterklassigen Stadtliga Dresden spielende SG Volkspolizei mit Spielern von Polizei-Sportgemeinschaften aus der gesamten DDR verstärkt und ohne sportliche Qualifikation zur Saison 1950/51 in die Oberliga eingereiht. 
Zernicke wurde erstmals am 6. Saisonspieltag eingesetzt und spielte auf der Position des rechten Läufers. Anschließend bestritt er bis auf eine Ausnahme alle Punktspiele bis zum Saisonende, konnte allerdings kein Tor erzielen. Er wurde weiterhin überwiegend im Mittelfeld eingesetzt. Auch im ersten Spiel der Dresdner in der Spielzeit 1951/52 stand Zernecke in der Oberligamannschaft und war als zentraler Mittelfeldspieler aufgeboten worden. Es war sein letztes Oberligaspiel, die Gründe dafür sind nach den unten genannten Quellen nicht zu ermitteln.
Zwischen den 1960er und 1980er Jahren wurde Zernecke regelmäßig als Nachwuchstrainer beim BFC Dynamo erwähnt, ebenso wie als Funktionär des Ost-Berliner Bezirksfachausschusses Fußball. Im April 1987 wurde er 62-jährig aus seinen Funktionen verabschiedet.